# مسابقات فرمول یک فصل ۲۰۱۸

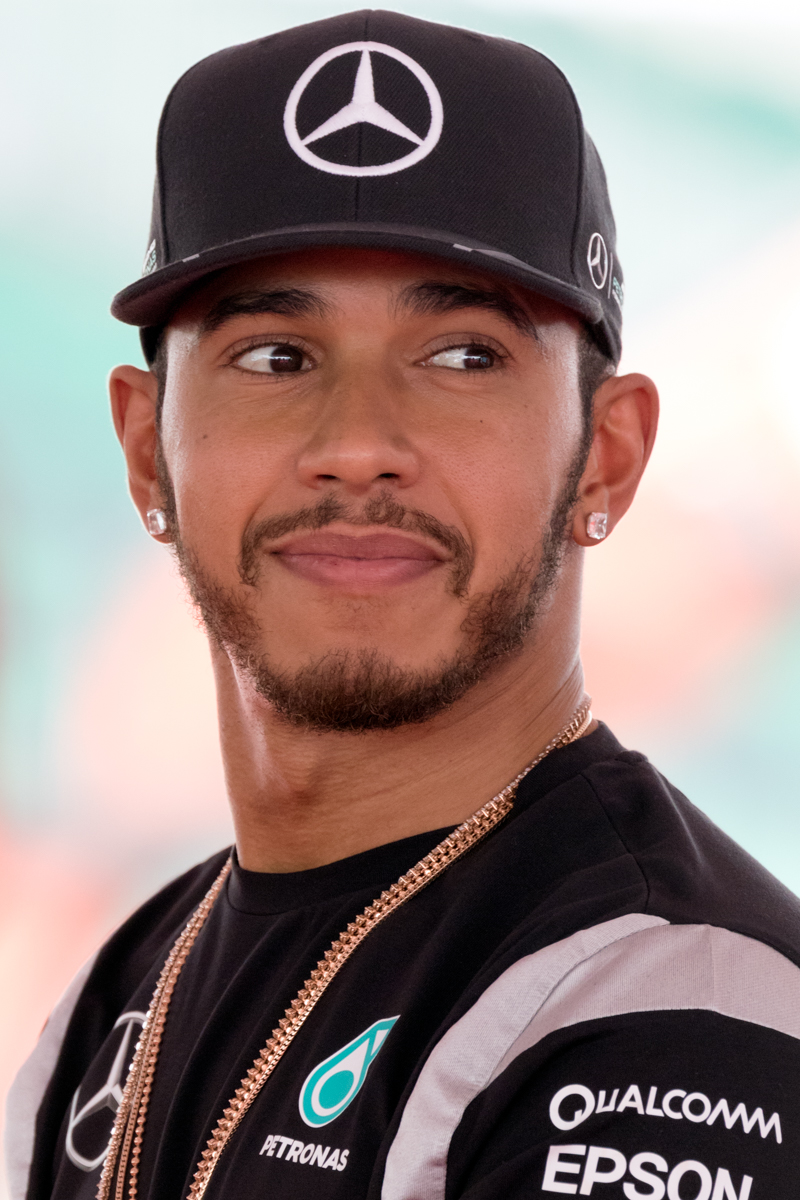
لوئیز همیلتون پنجمین مقام قهرمانی جهان خود را کسب کرد.

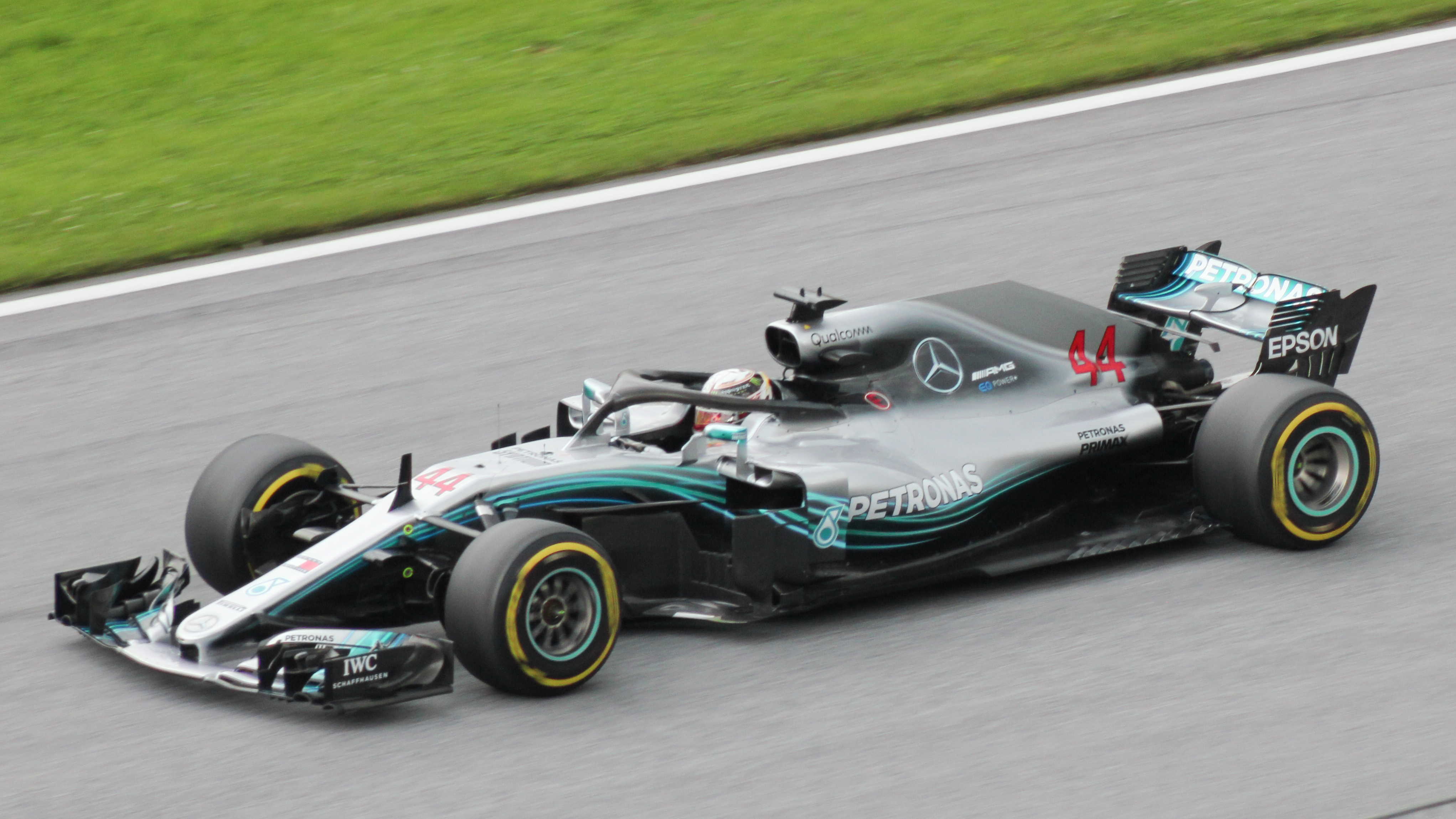
مرسدس برای پنجمین سال پیاپی مقام قهرمانی سازندگان را کسب کرد؛ در تصویر خودروی مرسدس اف۱ دبلیو۰۹ ئی‌کیو پاور+، خودروی تیم مرسدس در فصل ۲۰۱۸ نمایش یافته‌است.

مسابقات قهرمانی جهان فرمول یک فصل ۲۰۱۸ (به انگلیسی: ‎2018 FIA Formula One World Championship‎) یک مسابقهٔ موتوری میان خودروهای فرمول یک بود که به عنوان شصت و نهمین دور از مسابقات قهرمانی جهان فرمول یک برگزار شد. مسابقات فرمول یک از سوی فدراسیون بین‌المللی اتومبیل‌رانی (فیا)، هیئت حاکم بر ورزش‌های موتوری بین‌المللی، به عنوان بالاترین کلاس برای رقابت میان خودروهای مسابقه‌ای چرخ‌باز قلمداد می‌شود. در این فصل رانندگان و تیم‌ها، برای کسب عنوان‌های رانندهٔ قهرمان جهان و سازندهٔ قهرمان جهان طی بیست و یک گراند پری با یکدیگر به رقابت پرداختند.
لوئیز همیلتون، برندهٔ عنوان رانندهٔ قهرمان جهان شد؛ و تیم او، مرسدس نیز عنوان سازندهٔ قهرمان جهان را از آن خود کرد. همیلتون در گراند پری ۲۰۱۸ مکزیک کسب پنجمین عنوان قهرمانی جهان را برای خود قطعی کرد، و تیم مرسدس نیز قهرمانی خود را در مسابقهٔ بعدی تثبیت نمود. سباستیان فتل، رانندهٔ تیم فراری، با اختلاف ۸۸ امتیاز پس از همیلتون در ردهٔ دوم قرار گرفت، و هم‌تیمی او کیمی رایکونن نیز مقام سوم جهان را کسب کرد. در بخش سازندگان قهرمان جهان، مرسدس آام‌گ پتروناس موتوراسپورت با اختلاف ۸۴ امتیاز از اسکودریا فراری مقام اول را کسب کرد، و استون مارتین ردبول ریسینگ نیز در جایگاه سوم سازندگان قهرمان جهان قرار گرفت.
در سال ۲۰۱۸ یک وسیلهٔ جدید برای محافظت از کاکپیت راننده معرفی شد که با نام «هالو» شناخته می‌شود. معرفی هالو اولین مرحله از برنامهٔ گسترشی فیا برای اجباری شدن استفاده از این وسیله در تمامی مسابقات خودروهای چرخ‌باز تحت نظارت این سازمان تا سال ۲۰۲۰ بود.

## شرکت‌کنندگان
تیم‌ها و رانندگان زیر در مسابقات جهانی فرمول یک فصل ۲۰۱۸ شرکت کردند. تمامی تیم‌ها در این مسابقات از تایرهای تولید شده توسط شرکت پیرلی استفاده کردند.
| شرکت‌کننده                       | سازنده                   | شاسی                    | پیشرانه                | رانندگان مسابقه | رانندگان مسابقه               | رانندگان مسابقه | رانندگان تمرین آزاد | رانندگان تمرین آزاد |
| شرکت‌کننده                       | سازنده                   | شاسی                    | پیشرانه                | شماره           | نام راننده                    | راندها          | شماره               | نام راننده          |
| ------------------------------- | ------------------------ | ----------------------- | ---------------------- | --------------- | ----------------------------- | --------------- | ------------------- | ------------------- |
| اسکودریا فراری                  | فراری                    | اس‌اف۷۱اچ                | فراری ۰۶۲ اوو          | ۵ ۷             | سباستیان فتل کیمی رایکونن     | همه             | —                   | —                   |
| تیم فرمول یک ساهارا فورس ایندیا | فورس ایندیا-مرسدس        | وی‌جی‌ام۱۱                | مرسدس ام۰۹ ئی‌کیو پاور+ | ۱۱ ۳۱           | سرجیو پرز استابان اوکون       | ۱–۱۲            | ۳۴                  | نیکلاس لطیفی        |
| تیم فرمول یک هاس                | هاس-فراری                | وی‌اف-۱۸                 | فراری ۰۶۲ اوو          | ۸ ۲۰            | رومن گروژان کوین مگنوسن       | همه             | —                   | —                   |
| تیم فرمول یک مک‌لارن             | مک‌لارن-رنو               | ام‌سی‌ال۳۳                | رنو آر.ئی. ۱۸          | ۲ ۱۴            | اشتوفل واندورن فرناندو آلونسو | همه             | ۴۷                  | لاندو نوریس         |
| مرسدس آام‌گ پتروناس موتوراسپورت  | مرسدس                    | اف۱ دبلیو۰۹ ئی‌کیو پاور+ | مرسدس ام۰۹ ئی‌کیو پاور+ | ۴۴ ۷۷           | لوئیز همیلتون والتری بوتاس    | همه             | —                   | —                   |
| استون مارتین ردبول ریسینگ       | ردبول ریسینگ-تگ هویر     | آربی۱۴                  | تگ هویر                | ۳ ۳۳            | دنیل ریکاردو ماکس فرستاپن     | همه             | —                   | —                   |
| تیم فرمول یک رنو اسپورت         | رنو                      | آر.اس. ۱۸               | رنو آر.ئی. ۱۸          | ۲۷ ۵۵           | نیکو هولکنبرگ کارلوس ساینز    | همه             | ۴۶                  | آرتم مارکلف         |
| تیم فرمول یک آلفا رومئو سائوبر  | سائوبر-فراری             | سی۳۷                    | فراری ۰۶۲ اوو          | ۹ ۱۶            | مارکوس اریکسون شارل لکلرک     | همه             | ۳۶                  | آنتونیو جوویناتزی   |
| ردبول تورو روسو هوندا           | اسکودریا تورو روسو-هوندا | اس‌تی‌آر۱۳                | هوندا آرای۶۱۸اچ        | ۱۰ ۲۸           | پیر گاسلی برندون هارتلی       | همه             | ۳۸                  | شان گالایل          |
| ویلیامز مارتینی ریسینگ          | ویلیامز-مرسدس            | اف‌دبلیو۴۱               | مرسدس ام۰۹ ئی‌کیو پاور+ | ۱۸ ۳۵           | لانس استرول سرگئی سیروتکین    | همه             | ۴۰                  | رابرت کوبیکا        |
| منبع:                           |                          |                         |                        |                 |                               |                 |                     |                     |

### تغییرات در تیم‌ها
مک‌لارن مشارکت خود با هوندا برای تأمین موتور را فسخ کرد و قرارداد سه ساله‌ای برای تأمین موتورهای خودروهای خود را با رنو منعقد کرد. این تیم، ناتوانی مکرر هوندا در تأمین یک پیشرانهٔ قابل اطمینان و رقابتی را به‌عنوان دلیل پایان یافتن این مشارکت اعلام کرده‌است.
تورو روسو از رنو جدا شد – که این موضوع به مک‌لارن اجازه داد که توافق خود با رنو را نهایی کند. – و با شرکت هوندا برای استفاده از پیشرانه‌های تولیدی این شرکت به توافق رسید. به‌عنوان بخشی از این معامله، ردبول ریسینگ رانندهٔ تیم تورو روسو، کارلوس ساینز جونیور را به تیم رنو قرض داد.
سائوبر مجدداً همکاری خود با فراری را آغاز کرد، و پس از اینکه در سال ۲۰۱۷ از پیشرانه‌های یک سال قدیمی‌تر استفاده کرده‌بود، پیشرانه‌های خود را به جدیدترین نمونه با مشخصات جدید ارتقا داد. تیم سائوبر همچنین قرارداد جدیدی را برای جذب حمایت مالی امضا کرد که در نتیجهٔ آن، آلفا رومئو به حامی مالی عنوان این تیم بدل شد.

## تقویم

کشورهایی که در فصل ۲۰۱۸ میزبان یک گراند پری بوده‌اند با رنگ سبز، و موقعیت پیست‌های مسابقه با نقطهٔ سیاه مشخص شده‌است. کشورهای میزبان سابق نیز با رنگ خاکستری تیره، و موقعیت پیست‌های مسابقهٔ سابق با نقطهٔ سفید مشخص شده‌است.

بیست‌ویک گراند پری زیر به عنوان بخشی از مسابقات قهرمانی فصل ۲۰۱۸ برگزار شدند:
| راند  | گراند پری              | پیست                                          | تاریخ      |
| ----- | ---------------------- | --------------------------------------------- | ---------- |
| ۱     | گراند پری استرالیا     | پیست جایزه بزرگ ملبورن، ملبورن                | ۲۵ مارس    |
| ۲     | گراند پری بحرین        | پیست بین‌المللی بحرین، صخیر                    | ۸ آوریل    |
| ۳     | گراند پری چین          | پیست بین‌المللی شانگهای، شانگهای               | ۱۵ آوریل   |
| ۴     | گراند پری آذربایجان    | پیست شهری باکو، باکو                          | ۲۹ آوریل   |
| ۵     | گراند پری اسپانیا      | پیست بارسلون-کاتالونیا، منتملو                | ۱۳ مه      |
| ۶     | گراند پری موناکو       | پیست موناکو، مونت‌کارلو                        | ۲۷ مه      |
| ۷     | گراند پری کانادا       | پیست گیلس میلنیوو، مونترآل                    | ۱۰ ژوئن    |
| ۸     | گراند پری فرانسه       | پیست پل ریکارد، لا کستلت                      | ۲۴ ژوئن    |
| ۹     | گراند پری اتریش        | ردبول رینگ، اسپیلبرگ                          | ۱ ژوئیه    |
| ۱۰    | گراند پری بریتانیا     | پیست سیلورستون، سیلورستون                     | ۸ ژوئیه    |
| ۱۱    | گراند پری آلمان        | هوکنهایمرینگ، هوکنهایم                        | ۲۲ ژوئیه   |
| ۱۲    | گراند پری مجارستان     | هونگارورینگ، موگورود                          | ۲۹ ژوئیه   |
| ۱۳    | گراند پری بلژیک        | پیست اسپا-فرانکورشان، ستوولو                  | ۲۶ اوت     |
| ۱۴    | گراند پری ایتالیا      | پیست ناتزیوناله مونتزا، مونتزا                | ۲ سپتامبر  |
| ۱۵    | گراند پری سنگاپور      | پیست خیابانی مارینا بی، سنگاپور               | ۱۶ سپتامبر |
| ۱۶    | گراند پری روسیه        | پیست اتومبیل‌رانی سوچی، سوچی                   | ۳۰ سپتامبر |
| ۱۷    | گراند پری ژاپن         | مسیر مسابقه بین‌المللی سوزوکا، سوزوکا          | ۷ اکتبر    |
| ۱۸    | گراند پری ایالات متحده | پیست امریکاس، آستین، تگزاس                    | ۲۱ اکتبر   |
| ۱۹    | گراند پری مکزیک        | پیست اتومبیل‌رانی هرمانوس رودریگز، مکزیکو سیتی | ۲۸ اکتبر   |
| ۲۰    | گراند پری برزیل        | پیست ژوزه کارلوس پیس، سائو پائولو             | ۱۱ نوامبر  |
| ۲۱    | گراند پری ابوظبی       | پیست یاس مارینا، ابوظبی                       | ۲۵ نوامبر  |
| منبع: |                        |                                               |            |